# I Feel Love
«I Feel Love» —en español: «Siento amor»— es una canción de Donna Summer, tomada de su álbum conceptual de 1977 I Remember Yesterday. La grabación de fondo totalmente electrónico es considerada pionera del género Hi-NRG, que alcanzó su auge en la década de los años 1980.
La canción representa al "futuro" en su álbum conceptual, el cual representa el avance de los estilos a través del tiempo. La canción "I Remember Yesterday" representa la década de los 40, "Love's Unkind" la década de los 50, "Back in Love Again" a los 60 y concluye con la futurista "I Feel Love". La canción alcanzó el #1 en el UK Singles Chart, el #6 en el Hot 100 de Billboard y el #9 en el Hot Soul Singles. "I Feel Love" está posicionada en el lugar #52 de las 500 mejores canciones de todos los tiempos según la revista Rolling Stone.

## Producción
Antes de "I Feel Love", muchas grabaciones de música disco habían sido respaldadas por orquestas acústicas. La innovadora producción disco de esta canción por parte de Giorgio Moroder, grabada con una pista de acompañamiento a base de sintetizadores y caja de ritmos, fue influyente en el desarrollo de la música disco, electro, house y tecno, e incluso se dice que "I Feel Love" ha sido el origen de estos estilos. Teniendo mucha repercusión como artista.

## Lanzamiento
Antes de ser lanzado como sencillo aparte, "I Feel Love" correspondía al lado B de la canción "Can't We Just Sit Down (And Talk It Over)", el primero del álbum I Remember Yesterday. A pesar de que el sencillo no tuvo mucho éxito, "I Feel Love" tuvo un impacto enorme lo cual provocó que fuera lanzado como sencillo aparte en julio de 1977 a nivel internacional. La canción se convirtió en uno de los grandes éxitos de Summer, tanto en sus trabajos en la música disco como en toda su carrera.

## Recepción
De acuerdo con David Bowie, durante la grabación de su Berlin Trilogy, su impacto en la dirección del género fue reconocido desde un principio:
"Un día, en Berlín ... (Brian) Eno vino corriendo y dijo: "He escuchado el sonido del futuro." ... "Es 'I Feel Love', de Donna Summer" ... Él dijo, "Es esto, no busque más. Va a cambiar el sonido de la música de club para los próximos quince años"."
La versión del álbum tiene una duración de casi seis minutos. Fue extendida para su lanzamiento como un maxisencillo de 12", la versión de ocho minutos fue incluida en el recopilatorio de 1989 *The Dance Collection: A Compilation of Twelve Inch Singles. La canción fue editada ligeramente para ser lanzada en el formato de 7", con la apertura de la canción más corta. Una versión con una duración aproximada de 3:45 minutos, que omite la tercera estrofa y el coro final, ha sido incluida en un gran número de álbumes de grandes éxitos y recopilaciones de otras discográficas como PolyGram, Mercury Records, Universal Music y otras, como la de 1994 Endless Summer: Greatest Hits y la del 2003, The Journey: The Very Best of Donna Summer.
En 2004, la revista Rolling Stone situó a "I Feel Love" en el puesto 411 en su lista de las 500 mejores canciones de todos los tiempos.
Tras el éxito de esta canción, Summer y Moroder produjeron la secuencia de 11 minutos titulada "Now I Need You"/"Working the Midnight Shift" (en su álbum Once Upon a Time de 1977), secuencia que se basa en las voces etéreas, los ritmos mecanizados, los arpegios secuenciados y las líneas de bajo ostinato de "I Feel Love".

## Sencillos
- US 7" sencillo (1977) Casablanca NB 884[2]

1. «I Feel Love» - 5:53
2. «Can't We Just Sit Down (And Talk It Over)» - 3:56

- ITA 7" sencillo (1977) Casablanca CA 501[3]

1. «I Feel Love»
2. «Can't We Just Sit Down (And Talk It Over)»

- NL 7" sencillo (1977) Groovy GR 1226[4]

1. «I Feel Love» - 5:53
2. «Can't We Just Sit Down (And Talk It Over)» - 3:56

- UK 7" sencillo (1977) GTO GT 100[5]

1. «I Feel Love»
2. «Can't We Just Sit Down (And Talk It Over)»

- GER 7" sencillo (1977) Atlantic ATL 10 963[6]

1. «I Feel Love» - 5:53
2. «Can't We Just Sit Down (And Talk It Over)» - 4:25

- SWE 7" sencillo (1977) Casablanca 7C 006-99196[7]

1. «Can't We Just Sit Down (And Talk It Over)» - 3:56
2. «I Feel Love» - 5:53

- GE 7" sencillo (1977) Global Records 0033.211[8]

1. «I Feel Love» - 5:53
2. «Back in Love Again» - 3:54

- US 12" sencillo (1977) Casablanca NBD 20104[9]

1. «I Feel Love» - 8:15
2. «Theme From The Deep (Down, Deep Inside)» - 6:06

- BRA 7" sencillo/EP (1977) CID CCD - 15[10]

1. «I Feel Love»
2. «Take Me»
3. «Love's Unkind»
4. «Black Lady»

- SWE 12" sencillo (1977) Casablanca 7C 052-99518Z[11]

1. «I Feel Love» - 8:15
2. «Theme From The Deep (Down, Deep Inside)» - 6:06

- US 12" sencillo (1977) Casablanca NBD 20104[12]

1. «I Feel Love» - 8:15
2. «Theme From The Deep (Down, Deep Inside)» - 6:06

- US 12" sencillo (1977) Casablanca NBD 20104[13]

1. «I Feel Love» - 5:53
2. «Theme From The Deep (Down, Deep Inside)» - 4:22

## Posicionamiento
| Lista/País (1977)             | Posición más alta |
| ----------------------------- | ----------------- |
| ARIA Singles Chart            | 1                 |
| Alemania                      | 2                 |
| Ö3 Austria Top 40             | 1                 |
| Canadá                        | 2                 |
| European Hot 100              | 1                 |
| España                        | 5                 |
| Francia                       | 33                |
| IRMA Irlanda                  | 1                 |
| Noruega                       | 8                 |
| Nueva Zelanda                 | 2                 |
| Países Bajos                  | 1                 |
| Suecia                        | 5                 |
| Suiza                         | 2                 |
| UK Singles Chart              | 1                 |
| Billboard Hot 100             | 6                 |
| Billboard Hot Dance Club Play | 1                 |
| Billboard Hot Soul Singles    | 9                 |

## Sucesión
| Predecesor: "So You Win Again" de Hot Chocolate                                                 | UK Singles Chart - Sencillo número uno 23 de julio de 1977 - 13 de agosto de 1977                                       | Sucesor: "Angelo" de Brotherhood of Man                                            |
| Predecesor: "Yes Sir, I Can Boogie" de Baccara                                                  | Eurochart Hot 100 - Sencillo número uno 25 de agosto de 1977 - 29 de septiembre de 1977                                 | Sucesor: "Sorry, I'm a Lady" de Baccara                                            |
| Predecesor: "Cokane in My Brain" de Dillinger                                                   | Dutch Top 40 - Sencillo número uno 10 de septiembre de 1977                                                             | Sucesor: "Sorry, I'm a Lady" de Baccara                                            |
| Predecesor: "You're Moving Out Today" de Carole Bayer Sager                                     | ARIA Singles Chart - Sencillo número uno 10 de octubre de 1977                                                          | Sucesor: "I Just Want to Be Your Everything" de Andy Gibb                          |
| Predecesor: "Devil's Gun"/"We Got Our Own Thing"/"Sure Can't Go to the Moon" de C. J. & Company | Billboard Hot Dance Club Play - Sencillo número uno (con I Remember Yesterday) 2 de julio de 1977 - 16 de julio de 1977 | Sucesor: "Accidental Lover"/"I Found Love (Now That I Found You)" de Love & Kisses |

## Remix dePatrick Cowleyy versión de Bronski Beat con Marc Almond
En 1978, el pionero de música disco y Hi-NRG Patrick Cowley creó un remix de 15:45 de "I Feel Love" que, a pesar de no impresionar a Moroder, se convirtió en un popular "clásico clandestino" disponible solamente en discos de acetato. El remix utiliza bucles, manteniendo la línea de bajo de la canción, que va de pasajes de efectos prolongados y partes de sintetizador.
En la década de los 80, después de que Donna había salido de Casablanca y firmó con Geffen, Casablanca emitió una serie de sencillos de su doble álbum Bad Girls (1979) y el recopilatorio Walk Away - The Best of 1977-1980. A mediados de 1980, el mix de Cowley fue lanzado con el título "I Feel Love / I Feel Megalove" y el subtítulo "The Patrick Cowley MegaMix", pero solo en una edición limitada de vinilos prensado por el servicio remix Disconet. Dado que no estaba disponible para el público general, se hizo muy buscado por coleccionistas.
En 1982 el mix fue lanzado comercialmente disponible en vinilos de 12" en el mercado británico por Casablanca, además de una versión editada de ocho minutos. Con esta versión, "I Feel Love" se convirtió en un hit en las pistas de baile otra vez, después de cinco años de su debut. Otra edición de 7" alcanzó el #21 en el UK Singles Chart.
Bronski Beat grabó la canción en un medley con "Johnny Remember Me" y "Love to Love You Baby" de Donna Summer en 1985, con la colaboración de Marc Almond. Este tuvo incluso más éxito alcanzando el número 3 in el UK singles chart.

### Sencillo
- UK 7" sencillo (1982) Casablanca FEEL 7, 6180136[22]

1. «I Feel Love» (Part 1) - 3:45
2. «I Feel Love» (Part 2) - 4:10

- UK 12" sencillo (1982) Casablanca FEEL 12 BH27420[23]

1. «I Feel Love» (Mega Mix) - 15:45
2. «I Feel Love» (Mega Edit) - 8:50

- UK 12" sencillo (1982) Casablanca FEEL 12 DJ[24]

1. «I Feel Love» (Mega Mix) - 15:45
2. «I Feel Love» (Mega Edit) - 8:50

- FR 12" sencillo (1982) PolyGram 2412[25]

1. «I Feel Love» (Mega Mix) - 15:45
2. «I Feel Love» (Mega Edit) - 8:50

- UK 12" sencillo (1982) Casablanca FEEL 12[26]

1. «I Feel Love» (Mega Mix) - 15:45
2. «I Feel Love» (Mega Edit) - 8:50

### Posicionamiento
| Lista/País (1982) | Posición más alta |
| ----------------- | ----------------- |
| Irlanda           | 18                |
| UK Singles Chart  | 21                |

## Remixes de 1995
Después de The Donna Summer Anthology de 1993 y Endless Summer: Greatest Hits de 1994, ambos lanzados bajo el sello PolyGram, "I Feel Love" fue relanzado por esta discográfica en una nueva forma remezclada como sencillo en 1995, incluyendo los remixes de Masters at Work y Rollo Armstrong con Sister Bliss, productores del grupo británico Faithless, además de nuevas voces por parte de la misma Summer. El sencillo se convirtió en un hit en el Reino Unido, alcanzó el #8 en el UK Singles Chart, siendo la segunda vez que la canción entra al Top 10 en dicho país. La edición de radio del remix fue incluida como bonus track en la versión Francia del recopilatorio Endless Summer.
La canción fue remezclada nuevamente y se publicó como sencillo el 2004.

### Sencillos
- UK 12" sencillo (1995) Manifesto DONDJ 3[27]

1. «I Feel Love» (Rollo & Sister Bliss Monster Mix) - 9:50
2. «I Feel Love» (12" Masters at Work Mix) - 11:33
3. «I Feel Love» (Masters at Work 86th St) - 7:23
4. «I Feel Love» (Summer '77 Re-Eq '95) - 5:51
5. «I Feel Love» (Junior Vasquez "Melody of Love") - 7:32

- NL 12" sencillo (1995) Twelve Seventeen CX 03[28]

1. «I Feel Love» (Rollo / Sister Bliss Monster Mix) - 9:50
2. «I Feel love» (The Patrick Cowley Mega Mix) - 15:45

- ITA 12" sencillo (1995) Mercury 852 283-1[29]

1. «I Feel Love» (Rollo & Sister Bliss Monster Mix) - 9:50
2. «I Feel Love» (Masters at Work 86th St) - 7:23
3. «I Feel Love» (12" Masters at Work Mix) - 11:33
4. «I Feel Love» (Masters At Work Hard Dub) - 8:02

- UK 12"/33 RPM (1995) Manifesto/Mercury FESX 1, 852 259-1[30]

1. «I Feel Love» (Rollo & Sister Bliss Monster Mix) - 6:31
2. «I Feel Love» (Masters at Work 86th St Mix) - 6:09
3. «I Feel Love» (Summer '77 Re-Eq '95) - 5:51
4. «Melody of Love» (Junior Vasquez DMC Mix) - 5:53

- UK 2x 12" sencillo (1995) Manifesto DONDJ 1/2[31]

1. «I Feel Love» (Rollo & Sister Bliss Monster Mix)" - 9:50
2. «I Feel Love» (Masters at Work 86th Street Mix) - 7:23
3. «I Feel Love» (Summer '77 Re-Eq '95) - 5:51
4. «I Feel Love» (12" Masters at Work Mix) - 11:33
5. «I Feel Love» (Masters At Work Hard Dub) - 8:10
6. «I Feel Love» (Rollo & Sister Bliss Tuff Dub)

- EU CD (1995) Mercury/Casablanca 852 293-2/852 293-2[32]

1. «I Feel Love» (Rollo & Sister Bliss Monster Mix) (Radio Edit) - 3:54
2. «I Feel Love» (Rollo & Sister Bliss Monster Mix) - 6:30
3. «I Feel Love» (12" MAW Mix) - 6:08

- UK CD (1995) Mercury/Manifesto 852 259-2/FESCD 1[33]

1. «I Feel Love» (Rollo & Sister Bliss Monster Mix) - 6:31
2. «I Feel Love» (Masters at Work 86th St. Mix) - 6:09
3. «I Feel Love» (Summer '77 Re-Eq '95) - 5:51
4. «Melody of Love (Wanna Be Loved)» (Junior Vasquez DMC Mix) - 5:53

- FR CD (1995) Casablanca 852 485-2[34]

1. «I Feel Love» (Rollo Mix Edit) - 3:57
2. «I Feel Love» (Summer '77 Re-Eq '95) - 5:51
3. «I Feel Love» (Masters at Work Mix) - 11:36

- NL CD (1995) Mercury/Casablanca 852 292-2/852 292-2[35]

1. «I Feel Love» (Rollo & Sister Bliss Monster Mix - Radio Edit) - 3:50
2. «I Feel Love» (Summer '77 Re-Eq '95) - 5:51

### Posicionamiento
| Lista/País (1995)             | Posición más alta |
| ----------------------------- | ----------------- |
| Irlanda                       | 24                |
| Dutch Top 40                  | 26                |
| UK Singles Chart              | 8                 |
| Billboard Hot Dance Club Play | 9                 |

## Versión de Sam Smith
Sam Smith lanzó una versión de la canción el 1 de noviembre de 2019. La versión de Smith también eclipsaría la original de Summer (que alcanzó el número 3 en 1977) en la lista de canciones de Billboard Dance Club, llegando al número uno en su edición del 25 de enero de 2020.

### Posicionamiento en listas
| Listas (2019-2020)                          | Mejor posición |
| ------------------------------------------- | -------------- |
| Bélgica (Ultratop) Flanders                 | 19             |
| Bélgica (Ultratop) Dance Wallonia           | 14             |
| Bélgica (Ultratop) Dance Flanders           | 19             |
| Escocia (Official Charts Company)           | 24             |
| Estados Unidos (Dance Club Songs)           | 1              |
| Estados Unidos (Digital Song Sales)         | 14             |
| Estados Unidos (Hot/Dance Electronic Songs) | 8              |
| Europa Digital Songs (Billboard)            | 11             |
| Hungría (Single Top 40)                     | 40             |
| México Inglés Airplay (Billboard)           | 5              |
| Nueva Zelanda Hot Singles (RMNZ)            | 22             |
| Reino Unido (UK Singles Chart)              | 76             |

## Versiones y remixes
- En 1978 Blondie fue la primera banda que realizó un cover de la canción. La primera vez registrada fue en mayo de dicho año, en un concierto en CBGB's, y la mantuvieron en su lista de temas hasta 1980.
- Klaus Nomi grabó la canción en una presentación en vivo en Hurrah (Nueva York) en 1979.
- Bronski Beat grabó la canción en un medley con "Johnny Remember Me" y "Love to Love You Baby" de Donna Summer en 1985, con la colaboración de Marc Almond.
- Balaam and the Angel grabaron una versión de la canción de estilo rock gótico en 1987.
- Curve publicó una versión en el álbum Rubi Trax (1992), que conmemora el 40 aniversario de la revista NME.
- La banda finlandesa de rock psicodélico Kingston Wall grabó una versión para su álbum Kingston Wall II (1993).
- El dúo británico de tecno Messiah incluyó una versión electrónica de la canción en su álbum de 1993 21st Century Jesus.
- En 1993 el grupo de punk rock The Mr. T Experience grabó en Berkeley, una versión para su álbum Our Bodies Our Selves.
- La banda irlandesa de rock A House grabó una versión de "I Feel Love" en su sencillo "Here Comes the Good Times" (1994).
- Summer regrabó la canción en 1995 y se convirtió en un Top 10 en el UK Singles Chart.
- La versión realizada en vivo de la banda Blondie fue grabada e incluida como lado B del maxisencillo "Union City Blue" en 1995.
- Bono de la banda U2 agregó fragmentos de la canción en "Do You Feel Loved" en su Popmart Tour.
- Vanessa Mae lanzó como sencillo una versión de su álbum Storm (1997), producido por Andy Hill.
- En 1998 el dúo de música electrónica Underworld utilizó las líneas de bajo de la canción en su canción y sencillo "King of Snake", de su álbum Beaucoup Fish.
- Cher utilizó una línea de bajo similar en la canción "All or Nothing" de su álbum Believe.
- En 1999 el productor y DJ de música house Mousse T. realizó un sample de la línea de bajo para su "Feel Love" remix del sencillo "Sing It Back" de Moloko.
- El 2000 canción "Light Years" del álbum homónimo de Kylie Minogue imita la línea de bajo de "I Feel Love". Minogue cita las líneas de "I Feel Love" durante la interpretación de "Light Years" en su tour mundial KylieFever2002.
- El grupo canadiense de dance Love Inc. grabó una versión de sonido tecno para su segundom álbum, Into the Night (2000).
- El mismo año el grupo de house CRW lanzó un mix de la canción bajo el sello Jellybean.
- El guitarrista Paul Gilbert grabó una versión para su álbum Burning Organ (2002).
- El dúo finlandés de música electrónica Dallas Superstars hizo una versión de la canción para su álbum Flash (2003).
- El 2003 la banda The New Deal lanzó una versión de su álbum Gone Gone Gone.
- Blue Man Group grabó una versión de la canción para su álbum The Complex (2003), con Annette Strean del grupo Venus Hum.
- Plump DJs publicó un remix el 2003 titulado Donna Kebab.
- Songs From a Random House lanzó una versión de su álbum gListen (2004).
- La violonchelista canadiense Jorane versionó la canción en su álbum del 2004 The You and the Now.
- El 2004 la banda Curve publicó su versión en el recopilatorio The Way of Curve.
- Red Hot Chili Peppers publicó una versión en su álbum en vivo Live in Hyde Park el 2004.
- El mismo año la banda de electrónica Syntax lanzó un sencillo llamado "Pray", el cual alcanzó el #28 en el UK Singles Chart. El riff de apertura y toda la línea de bajo es casi idéntica a la de "I Feel Love".
- La canción "Future Lovers" del álbum de Madonna Confessions on a Dance Floor (2005) contiene un sample de  "I Feel Love". El 2006 Madonna interpretó unas pocas líneas de "I Feel Love" durante "Future Lovers" en su Confessions Tour.
- El remix realizado por Rollo & Sister Bliss de la banda británica de dance Faithless lo incluyeron en el recopilatorio Faithless - Renaissance 3D' (2006).
- Shankar-Ehsaan-Loy realizaron una versión en hindi de la canción con una melodía diferente, titulada "Aaj Ki Raat" y perteneciente a la banda sonora de la película Don: The Chase Begins Again. La canción también apareció en la banda sonora Slumdog Millionaire de A. R. Rahman.
- Flea versionó "I Feel Love" en el Coachella Valley Music and Arts Festival en Indio, California, el 28 de abril del 2007.
- El 2007 Kumi Koda interpretó "I Feel Love" con Blue Man Group en su presentación en el festival Summer Sonic en Japón, y el mismo año en un tour promocional de su álbum Black Cherry.
- La participante de The X Factor Niki Evans lanzó una versión el verano de 2009.
- El mismo año el comercial del perfume Flora de Gucci presenta un sample acústico de la canción acompañado por violines.[50]
- El 2010 Rhythm Masters y MYNC Project lanzaron una versión de "I Feel Love" bajo el sello CR2 Records en el Reino Unido, con la voz de Wynter Gordon.
- En el 2012, Franz Ferdinand en su presentación en el Corona Capital 2012, tocó  trozos de "I Feel Love" combinados con su Tema "Can't stop feeling", creando un ambiente muy emotivo durante el Festival realizado en la Capital Mexicana.
- En 1 de noviembre de 2019, la cantante mexicana Danna Paola lanzó una versión en español de la canción bajo el título «Siento amor»   como sencillo promocional del álbum Sie7e + (2020).[51]